# سامانیان (جماعت)
سامانیان جماعت و شهرکی در کشور تاجیکستان است که در ناحیهٔ رودکی ناحیه‌های تابع جمهوری قرار دارد. جمعیت این جماعت ۱۵۹۲۳ است.